# Gordon Freeman
Gordon Freeman is de hoofdrolspeler in de computerspelserie Half-Life van Valve Software. De speler ervaart het spel door de ogen van Gordon Freeman.
Gordon is een man van 27 jaar uit Seattle met een serieus uiterlijk, een ringbaardje en een bril. Hij heeft niet het heldhaftige voorkomen dat zijn daden zouden doen vermoeden. Gordon heeft in de games nog nooit één woord gesproken.

## Half-Life
In het eerste deel van Half-Life is Gordon een wetenschapper die betrokken is bij een experiment dat (naar later blijkt opzettelijk) spectaculair misgaat waardoor een poort naar een andere dimensie wordt geopend. Gordon moet zijn weg langs allerlei buitenaardse wezens banen om de buitenwereld te kunnen bereiken. Buiten aangekomen vecht hij tegen soldaten van de overheid die willen voorkomen dat de gebeurtenis bekend wordt door alle getuigen te elimineren. Aan het einde van de game wordt Gordon door de G-Man in stasis gebracht.

## Half-Life 2
Jaren na deze gebeurtenissen wordt Gordon in Half-Life 2 door de G-Man gewekt en bevindt hij zich in City 17 zonder enig idee te hebben wat hij moet doen. Het blijkt dat de Combine (wezens uit een andere dimensie) die mede dankzij hem de aarde bewandelen met hulp van Dr. Breen, die als een dictator regeert vanuit de gigantische Citadel die boven de hele stad uittorent, een streng regime handhaven. De inwoners van de stad worden door de "Combine overwatch" en "metro politie", de soldaten van het regime, onderdrukt.
Gordon voelt zich al snel geroepen om het verzet tegen dit regime te leiden. Na wat omwegen en de nodige vuurgevechten weet Gordon met de hulp van o.a. zijn oude vriend Barney Calhoun, Isaac Kleiner, Eli Vance, zijn dochter Alyx Vance en haar robot Dog, de Citadel binnen te dringen en Dr. Breen uit te schakelen.
Op dat moment volgt een zware explosie, maar wordt de tijd door G-Man stilgelegd. Hij spreekt Gordon toe, bedankt hem voor zijn diensten en zal hem weer in stasis brengen, net zo lang tot G-Man hem weer nodig heeft.

## Half-Life 2: Episode One
Half-Life 2: Episode One begint met Vortigaunts die Gordon terug uit stasis halen, waarmee de G-Man niet erg tevreden is. Vervolgens redden ze Gordon en Alyx uit de ontploffende Citadel. Nadat dit gebeurd is, staat de hele Citadel op het punt om catastrofaal te exploderen. Gordon en Alyx moeten met hulp van Dog zorgen dat de Citadel stabiel genoeg blijft zodat de overgebleven burgers en zijzelf voldoende tijd hebben om uit de stad te komen. Alyx steelt wat onbekende maar duidelijk belangrijke informatie uit de Citadel. De Combine weten dit niet te waarderen waardoor het tweetal al vechtend een weg naar buiten moeten zien te vinden. Nadat dit is gelukt helpen Gordon en Alyx Barney om zo veel mogelijk mensen op een trein uit de stad te krijgen.
Dan moeten alleen Alyx en Gordon zelf nog de stad uit zien te komen. Na de Combine die hen op de hielen zitten vanwege de gestolen informatie uit de weg te hebben geruimd weten Gordon en Alyx net op tijd weg te komen. Terwijl hun trein de stad uit raast explodeert de Citadel op spectaculaire wijze en wordt de trein van het tweetal meegesleurd in de schokgolf van de enorme explosie.

## Half-Life 2: Episode Two
In Half-Life 2: Episode Two gaat het verhaal gelijk verder waar Episode One ophield: Gordon en Alyx zijn uit een ontplofte City 17 ontsnapt en zijn beland in het nabijgelegen bos. Het is aan Gordon en Alyx om naar White Forest te gaan, waar Eli zich bevindt, om het portaal waarmee de Combine naar de aarde zijn gekomen te sluiten. Kleiner gebruikt de raket, die in Half Life 1 was gebruikt, om dit keer de Combine Portal eens en voor altijd te sluiten.